# Tututnis

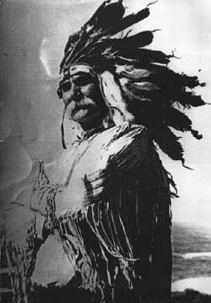
Hoxie Simmons, indi Rogue River, c. 1870.

Els tututnis (també anomenats Rogue River) és un grup d'amerindis dels Estats Units situats originàriament al sud d'Oregon als Estats Units. Tututni no era una sola tribu sinó un conglomerat de molts grups tribals afiliats i relacionals. El total de població estimat d'aquestes tribus en 1850 era de 9.500 individus. Els empleats francocanadencs de la Companyia de la Badia de Hudson els anomenaren "coquins", que vol dir "murris" (en anglès "rogues"), d'on prové la designació de Rogue River. Les tribus principals s'agruparen sota el nom tututni eren els latgawa (takelma dels turons), takelmes (takelma de les terres baixes), Shasta (Chasta) i diferents sub-tribus dels coquille (ko-kwell), incloent els alt Coquille (Mishikwutinetunne, Mishi-qute-me-tunne - ″el poble que viu al riu Mishi″) Shasta Costa, dakubetede (da-ku-be-te-de) (àrea d'applegate), tututni (baix Rogue River), taltushtuntede o tal-tuc-tun-te-de (Galice Creek) i yugweeche (eu-qua-chees) (Euchre Creek).
Després de les Guerres Rogue River en 1856 les bandes del riu Rogue es dividiren entre les Tribus Confederades d'Indis Siletz i les Tribus Confederades de la Comunitat de Grand Ronde d'Oregon, recol·locant altres a la reserva Siletz al nord de les terres tradicionals de la tribu o de la reserva índia de Grand Ronde. Alguns dels membres de la tribu mai foren capturats i es van veure condemnat a vagar.